# 원호 묘역
원호 묘역은 강원특별자치도 원주시 판부면 서곡리에 있는, 조선 시대 세조 때의 생육신 중 한 명인 원호의 묘이다. 2009년 4월 30일 원주시의 향토문화유산 제2009-2호로 지정되었다.

## 개요
원호묘역은 조선 시대 세조 때의 생육신 중 한 명인 원호의 묘로 조선 시대 세조가 단종으로부터 왕위를 탈취하자 벼슬을 버리고 절개를 지킨 생육신 중 한 사람인 관란(觀瀾) 원호는 단종이 영월에 유배되자 영월 서쪽에 집을 지어 관란재라 하고 아침저녁으로 영월 쪽을 바라보며 눈물 흘렸다 한다. 

## 같이 보기
- 원호